# Can Baulenas
|  | No s'ha de confondre amb Can Baulenes. |

Can Baulenas o Can Baladia de Baix és una antiga casa-fàbrica de Mataró, de la que actualment es conserva l'edifici d'habitatges als carrers (plaça) de Cuba i de la Unió, mentre que les «quadres» dels carrers d'Iluro i la Unió han estat enderrocades.

## Història i descripció

### Els Baulenas
A principis del segle xix, el fabricant de teixits Jaume Baulenas i Carbonell era establert al barri de Sant Pere de Barcelona, i es va associar amb el seu fill Aleix Baulenas i Gaig (c. 1788-1861) sota la raó social Jaume Baulenas i Fill. A la mort del seu pare el 1826, aquest va continuar la indústria, i el 1850 va fer construir un nou edifici a Mataró segons el projecte de Gaspar Collet, en un solar adquirit en emfiteusi a Antoni Viada i Balançó.
El 1857, la fàbrica disposava de 79 telers de Jacquard, i el 1860 es va presentar els seus cotins a l'Exposició de Barcelona sota la raó social Baulenas i Fill, amb el seu fill Jaume Baulenas i Vinyals. El despatx era al carrer d'en Cuc (actualment Mare de Déu del Pilar), 13. Tanmateix, l'anomenada «fam del cotó», causada per la Guerra de Secessió nord-americana (1861-1865) va afectar l'empresa, que el 1865 era en concurs de creditors. Per a poder rescabalar-los, Jaume Baulenas va haver de vendre el seu patrimoni, i així, el maig del 1868, la fàbrica de Mataró fou adquirida per la societat Sala, Baladia i Coll. Constituïda el febrer del mateix any, tenia com a principal accionistes Antoni Sala i Basany (100.000 pessetes), Albert i Agustí Coll i Torné (80.000 i 50.000 pessetes respectivament), i Jaume i Llorenç Baladia i Marfà (50.000 pessetes cadascun).

### Sala, Baladia i Cia
El 1876, i possiblement gràcies a la incorporació com a soci gerent de Francesc Sala i Cambra, compraren màquines Béde et Fercot i el 1877 obtingueren una primera marca de fàbrica. Un any més tard, la raó social canvià a Sala, Baladia i Cia, amb despatx al carrer de Mendizàbal (actualment Junta de Comerç), 18. El 1888 obtingueren una medalla de plata a l'Exposició Universal de Barcelona, i cap al final de segle, la raó social canvià a Sala, Baladia i Guinjoan, que va traslladar al despatx al carrer d'Ausiàs Marc, 33.
El 1901, l'empresa es va fusionar amb la societat Baladia i Sala, que regentava la fàbrica cotonera de Can Baladia de Dalt, on es mantingué la filatura, que subministrava fil a Can Baladia de Baix, així com també la de tint i blanqueig. Francesc Sala morí el 1903, i l'empresa desaparegué poc després.

### Tejidos July
Posteriorment, la fàbrica (ja segregada de l'edifici d'habitatges) va passar a mans de l'empresa Tejidos July SA, del mateix ram.